# Pholidichthys leucotaenia
Espèce
Synonymes
- Brotulophis argentistriatus Kaup, 1858

Pholidichthys leucotaenia (ou Gobie bagnard ingénieur) est un poisson marin originaire du centre de l'océan Pacifique. Il n'appartient pourtant pas à la famille Gobiidae puisqu'il s'agit de l'une des deux seules espèces de la famille Pholidichthyidae.

## Description
P. leucotaenia a une forme similaire à une anguille, il peut atteindre 34 cm de long. Les juvéniles au corps noir avec des rayures blanches horizontales ressemblent au poisson-chat rayé (Plotosus lineatus) qui est venimeux ; au cours du développement les rayures deviennent verticales mais la teinte générale se maintient du bleu foncé au noir sur un fond blanc.

## Répartition et habitat
L'espèce est présente des Philippines jusqu'aux Îles Salomon. Le poisson vit dans des profondeurs comprises entre 3 et 30 m dans des lagons et à proximité de récifs côtiers.